# Улица Ленина (Улан-Удэ)
У́лица Ле́нина — центральная улица города Улан-Удэ.
Первоначально Трактовая улица, названная так по проходящему по ней Сибирскому тракту. Была проложена от Одигитриевского собора, возведённого в 1741 году, до Нагорной площади. Позднее — Большая улица, после визита цесаревича Николая Александровича (20—21 июня 1891 года) — Большая Николаевская улица. С 1924 года носит имя В. И. Ленина.

## География улицы

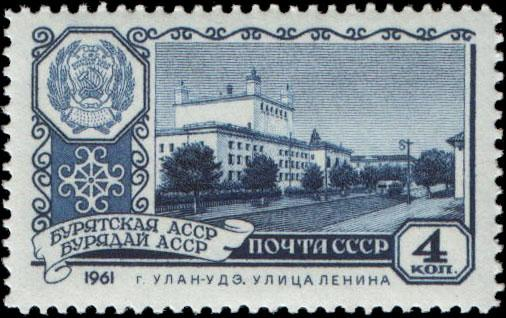
Почтовая марка СССР, 1961 год. Бурятская АССР. Улан-Удэ. Улица Ленина

Длина — 1550 м. Идёт с юга на север от Набережной улицы до улицы Сухэ-Батора. Нумерация домов от Набережной, где в нижней части огибает с запада ограду Одигитриевского собора; далее пересекается улицами Банзарова, Свердлова, Куйбышева; в средней части проходит по западному краю площади Революции; выше расположен участок в 360 метров от улицы Кирова до Советской улицы, являющийся пешеходной зоной (так называемый Улан-Удэнский Арбат), здесь имеется непроезжее пересечение с улицей Каландаришвили; у театра оперы и балета перед Аркой от улицы Ленина на юго-восток отходит улица Почтамтская и на восток — короткая тупиковая улица Некрасова. В нагорной части улица Ленина проходит по восточному краю Театральной площади, откуда на восток отходит улица Ербанова, и далее идёт по западному краю площади Советов. На углу улиц Ленина и Сухэ-Батора у здания Улан-Удэнского главпочтамта (ул. Ленина, 61) находится указатель Нулевого километра Бурятии.

## История улицы

### Дореволюционный период

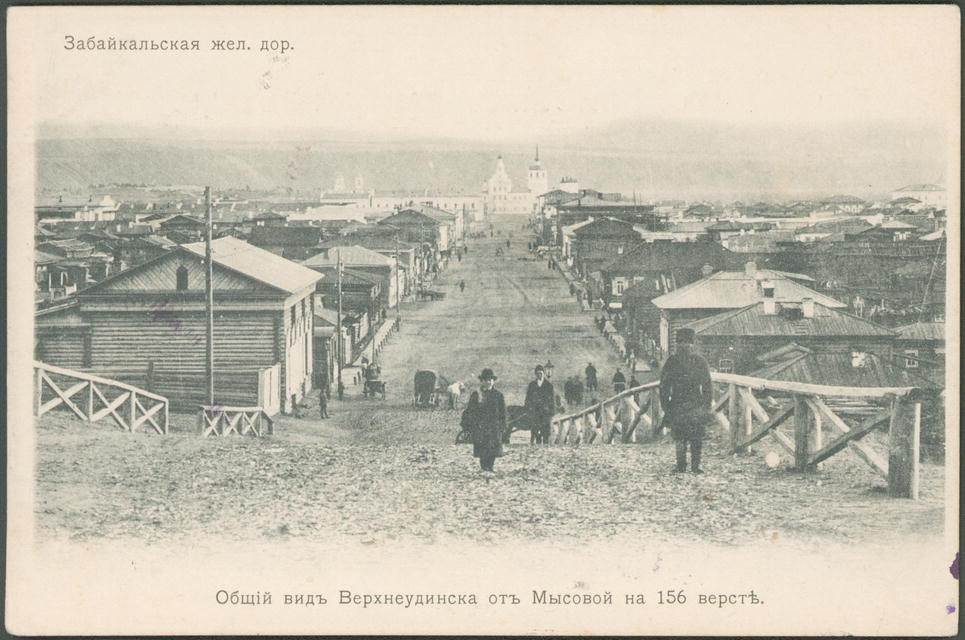
Большая Николаевская улица. Начало XX века

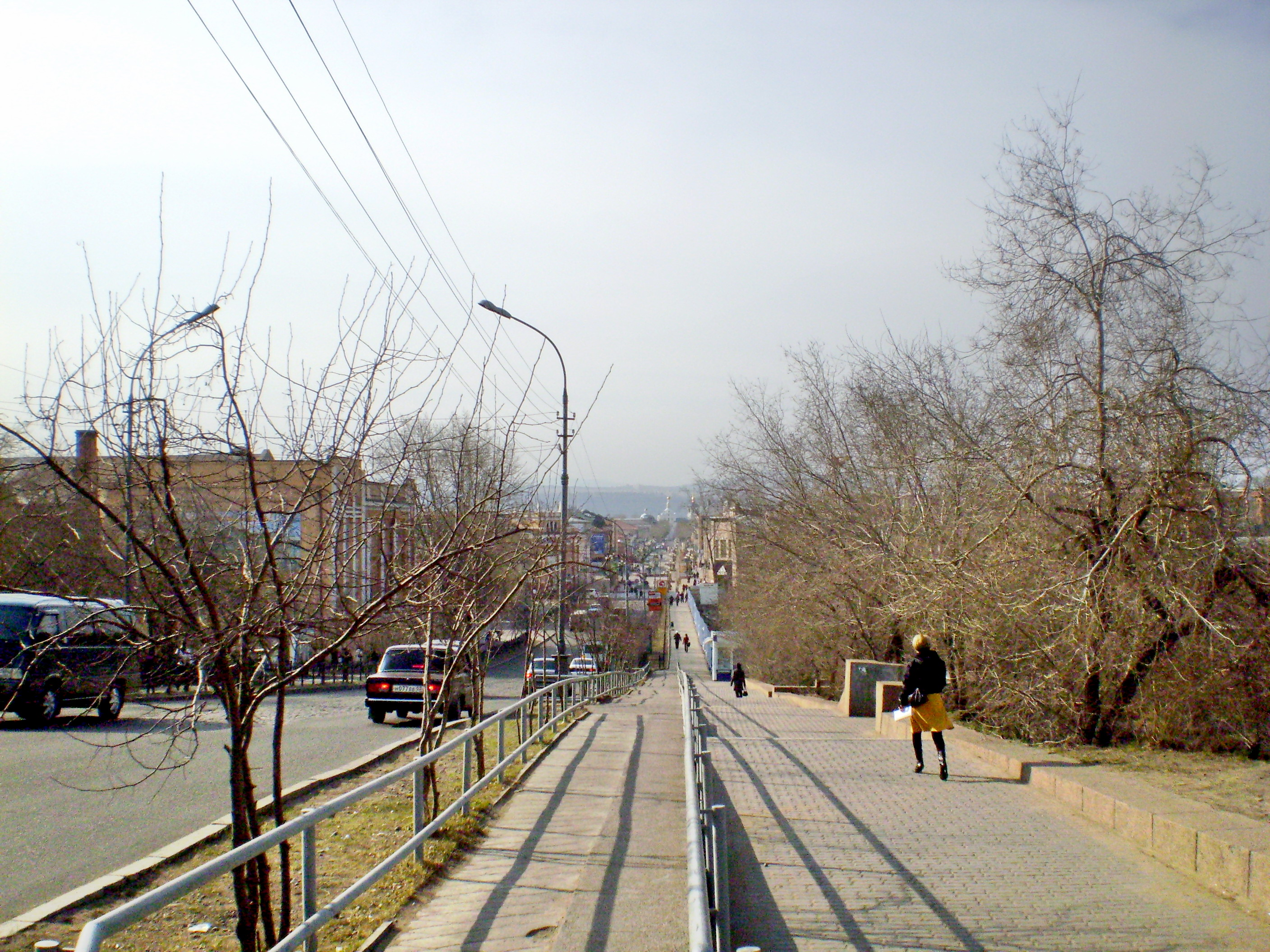
Улица Ленина. Начало XXI века

В 1791 году на середине Трактовой улицы по восточной стороне было построено деревянное здание Гостиного двора.
6 сентября 1830 года через Верхнеудинск в Петровский завод прошла первая партия ссыльных декабристов. Вторая партия прошла через город 8 сентября. Барон В. И. Штейнгель писал в своём дневнике о переходе через Верхнеудинск:
Рано поднялись. Конвой в параде. Перед городом встретила нас полиция. Народ толпился кучами по возвышенностям. На лицах — одно глупое любопытство. Комендант стоял у моста через р. Уду. По другую сторону реки, в первом доме на левой руке, с галереи смотрели несколько дам и верхнеудинских денди.
20—21 июня 1891 года через Верхнеудинск проезжал цесаревич Николай Александрович. По этому случаю, на выезде с Нагорной площади на Большую улицу, была построена деревянная арка по проекту Н. А. Паува, с надписью «Его Императорскому высочеству Государю Наследнику Цесаревичу Николаю Александровичу», а с другой стороны была написана дата визита «20—21 июня 1891 г., г. Верхнеудинск» (арку снесли в 1936 году, восстановлена в 2006).
В 1908 году на улице было запрещено строительство деревянных домов. В марте этого года в доме Н. Л. Капельмана купеческий сын Яков Евсеевич Цигальницкий открыл первую в городе кондитерскую и кофейное заведение. Долгое время они оставались единственными в Верхнеудинске.
В 1909 году в доме купчихи Т. Борисовой (ул. Ленина, 25) её сын открыл электротеатр «Иллюзион». С 1918 года — кинотеатр «Золотой рог». В советское время и до начала 2010-х там располагался ныне закрытый кинотеатр «Эрдэм».

### Советский период
В начале 1920-х годов в доме Кобылкина (ул. Ленина, 27) располагался Революционный комитет (Бурревком) и два судебных участка. 23 ноября 1923 года в доме Буркоопсоюза (дом Капельмана) начала работать Верхнеудинская товарная биржа.
В 1924 году после смерти В. И. Ленина Большая улица была названа именем основателя Советского государства (Ленинская улица).
6 мая 1924 года постановлением № 33 Городской исполком обязал владельцев и арендаторов домов по улицам Ленинской, Юного Коммунара, Монгольской, Коммунальной и Милицейской высадить деревья у своих домов. В июле этого года начал издаваться журнал «Жизнь Бурятии», редакция которого располагалась в доме № 73.
20 февраля 1925 года в доме № 11 открылась Центральная областная библиотека.
22 июля 1926 года Российское общество добровольного воздушного флота «Добролёт» начало регулярное сообщение по маршруту Верхнеудинск — Урга. Управление воздушной линией находилось по адресу: ул. Ленина, 26.
В 1928 году на улице снимались отдельные сцены художественного фильма «Потомок Чингисхана».

В 1936 году в город привезли очень много скульптур Ленина. Почти возле каждой школы встала скульптура Ильича, на улице Ленина их было целых три. Первый Ленин стоял около Одигитриевского собора. Второй памятник находился на площади Революции и третий — у почты…— воспоминания краеведа Р. А. Серебряковой//Улан-Удэ: история и современность. Улан-Удэ, 2001.
В 1936 году на улице Ленина начал давать спектакли Оргтеатр (здание театра не сохранилось). 17 ноября этого года открылся Дом пионеров.
В 1938 году началось строительство водопровода по улицам Смолина, Свердлова и Ленина, где к сети подключили Дом пионеров..
В 1939 году улица Ленина была покрыта асфальтом. Осенью построен Дом специалистов (ул. Ленина, 33).
В 1952 году завершилось строительство здания Бурятского театра оперы и балета (ул. Ленина, 51) по проекту архитектора А. Фёдорова. Над центральным порталом была установлена скульптурная группа «Всадники» с развернутым знаменем. Скульптор — А. И. Тимин. 1 мая состоялось торжественное открытие театра, а 7 ноября — премьера первого спектакля.
18 июля 1960 года Бурятское геологическое управление открыло Геологический музей (ул. Ленина, 57).
В 1967 году основан театр кукол «Ульгэр» (ул. Ленина, 46).
В 1968 году была открыта Центральная городская библиотека (ул. Ленина, 17).
12 июля 1983 года начал работать Музей природы Бурятии (ул. Ленина, 46).

### Постсоветский период
10 декабря 1999 года постановлением Администрации города был создан Музей истории города Улан-Удэ, который расположился в доме купца И. Ф. Голдобина, потомственного почётного гражданина Верхнеудинска (ул. Ленина, 26а).
3 июля 2004 года в День города на улице Ленина была открыта пешеходная зона на участке от улицы Советской до улицы Кирова, протяжённостью 360 метров.
В 2013 году возле здания музея истории города (дома Голдобина) (ул. Ленина 26) установили бронзовый памятник Антону Павловичу Чехову.
6 сентября 2017 года по адресу ул. Ленина 42 открылся выставочный зал Галереи искусств народов Азии.

## Здания и сооружения

### Исторические дома
- ул. Ленина, 3 — дом купца П. В. Гирченко. Построен в 1870-х годах по проекту Н. А. Паува. В этом доме 29 июня 1878 года родился В. П. Гирченко — историк, архивист, краевед.
- ул. Ленина, 3а — главный дом усадьбы дьякона Одигитриевского собора Николая Петровича Тютюкова. Усадьба приобретена Тютюковым в 1873 году.
- ул. Ленина, 5 — дом Афраймовича[13].
- ул. Ленина, 11 — на первом этаже в 1904 году размещался одесский лазарет Красного Креста Касперовской общины. 8 сентября 1906 года на втором этаже открылось реальное училище.
- ул. Ленина, 17 — дом купца Мостовского. Здание с торговыми помещениями было построено в начале XIX века крестьянином Мухоршибирской волости А. А. Мостовским. В нём находились магазины по продаже мехов, обуви, готового платья.
- ул. Ленина, 20 — главный дом усадьбы купца Якова Немчинова. Дом пострадал во время пожара 1878 года. Перестроен по проекту Н. А. Паува от 30 марта 1881 года.
- ул. Ленина, 21 — магазин-пассаж купца Александра Второва. Одноэтажное каменное здание.
- ул. Ленина, 22 — каменный общественный колодец.
- ул. Ленина, 24 — торговые лавки урядника верхнеудинской станицы Иннокентия Ильича Меньшикова. Построены по проекту И. Д. Скатова от 8 июля 1886 года. В 1904 году в здании размещался одесский лазарет Красного Креста Касперовской общины, в 1905 году работала прачечная. Второй этаж надстроен в 1924 году.
- ул. Ленина, 25 — дом купчихи Т. Борисовой; построен в 1870-х годах. В 1877 году надстроен второй этаж. В советское время, с небольшим временем отсутствия, вплоть до начала 2010-х гг. в здании находился кинотеатр «Эрдэм».
- ул. Ленина, 26а — усадьба Ивана Флегонтовича Голдобина. В здании расположен Музей истории города Улан-Удэ.
- ул. Ленина, 50 — сиротский приют для арестантских детей, «единственный во всем Забайкалье», построен на средства купца И. Ф. Голдобина в начале 1900-х годов.

### Памятники архитектуры
- ул. Ленина, 2 — Свято-Одигитриевский кафедральный собор.

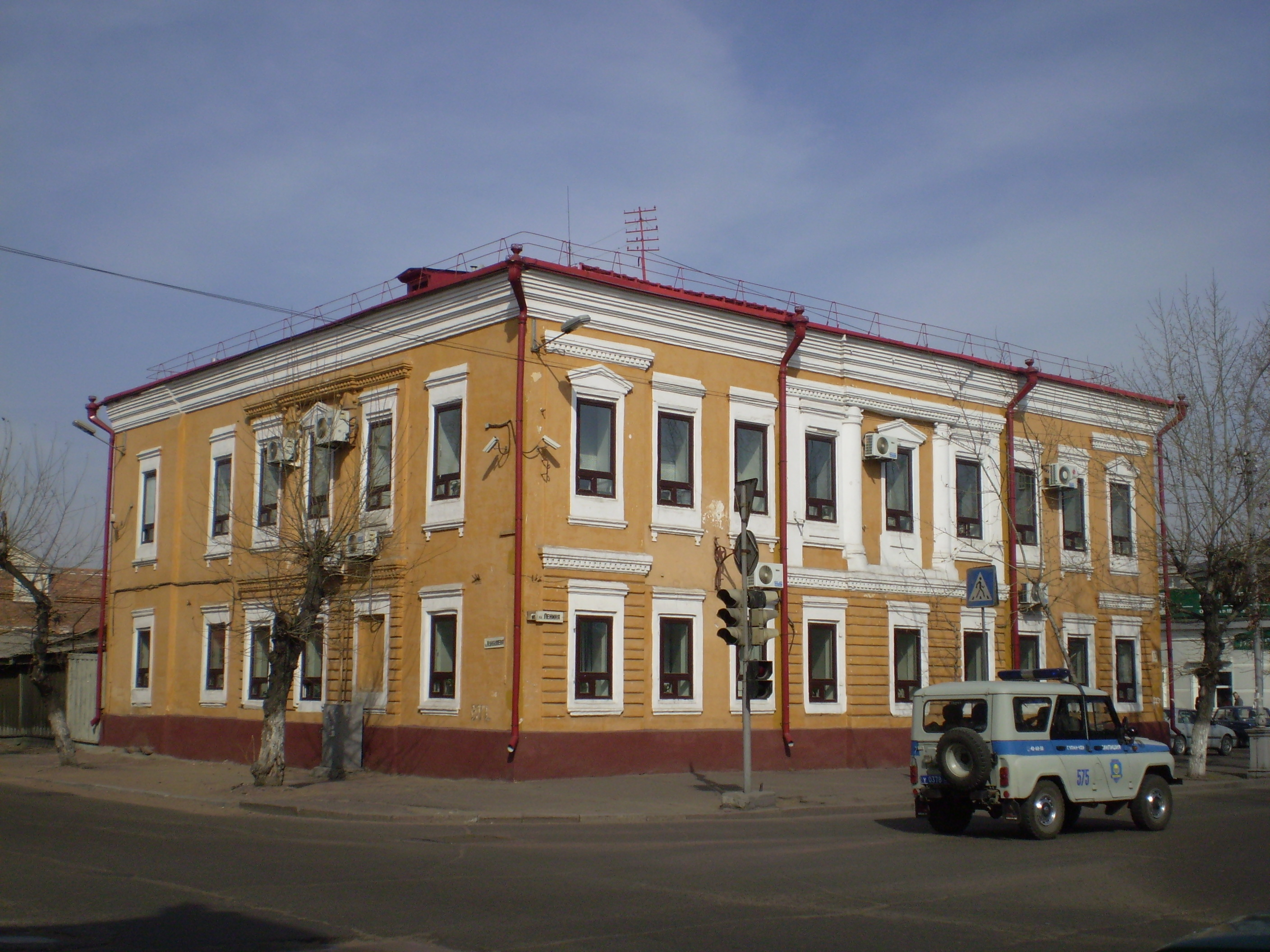
ул. Ленина, 13

- ул. Ленина, 13 — одно из первых каменных зданий Верхнеудинска, дом мещанина Д. М. Пахолкова (селенгинские купцы Пахолковы владели Селенгинским солеваренным заводом с 1765 до 1804 года). Построен в 1801—1804 годах. В 1809 году куплен государственной казной под размещение присутственных мест и казначейства. Позднее на крыше здания была надстроена пожарная каланча, снесённая в 1930-х годах. В конце XIX века здесь размещалось полицейское управление.
- ул. Ленина, 15 — усадьба Ф. В. Машанова. Ныне в здании — пожарная часть и службы МЧС России по Республике Бурятия.
- ул. Ленина, 15а — усадьба Ф. В. Машанова. Во флигеле в разное время располагались городничий, уездный суд, казначейство. Сегодня в здании находится отделение банка.
- ул. Ленина, 18 / ул. Свердлова, 13 — В советские времена здание было известно как «Дом пионеров». Ныне там, помимо коммерческих заведений, располагается комитет по культуре Администрации г. Улан-Удэ.
- ул. Ленина, 23 — дом Л. Самсоновича. В 1919 году в здании размещалось кооперативное общество «Экономия», работала подпольная большевистская организация.
- ул. Ленина, 27 — дом купца I гильдии М. К. Курбатова. Построен в начале 1820 года. В конце XIX века куплен купцом I гильдии А. К. Кобылкиным. Дом считался самым богатым в Верхнеудинске, лучшим образцом классицизма в городе, построенным по «образцовому проекту». Здание сохранилось с существенными перестройками. В 1950-е годы был разобран четырёхколонный коринфский портик, надстроен второй этаж, утрачен лепной фриз мезонина, декоративные дымники на трубах крыши.

Сейчас в здании располагается офис Азиатско-Тихоокеанского Банка
- ул. Некрасова, 20 — гостиница «Пти-отель» мещанки Селищевой. Двухэтажное здание. Первый этаж каменный, второй — деревянный. Построено в 1870-х годах. В 1890 году в гостинице останавливался А. П. Чехов во время путешествия на Сахалин. Позднее — почтово-телеграфная контора. Памятник градостроительства и архитектуры (регионального значения).
- ул. Ленина, 51 — здание Оперного театра. Памятник архитектуры федерального значения. Здание в стиле сталинского ампира с национальными декоративными элементами строилось с 1945 по 1952 год.
- ул. Ленина, 54 — здание Бурятского обкома КПСС. Ныне здание Правительства Республики Бурятия и Администрации Улан-Удэ.

### Памятники истории
- ул. Ленина, 27 — в годы гражданской войны в доме работала подпольная большевистская организация. Печатались газеты «Вестник Советов Прибайкалья» и «Центросибирь», прокламации и паспорта.
- ул. Ленина, 29 — дом П. Т. Трунева. Построен по проекту 1882 года, достраивался в 1884, 1889 годах и в начале XX века. В здании размещался Прибайкальский Губком РКП(б) во главе с П. П. Постышевым. В 1920-е годы здесь находились: Секретариат БурЦИК, Дисциплинарный суд БМАССР[14], Архивное бюро[15].
- ул. Ленина, 30 — дом купца Капельмана («дом с атлантами»). Двухэтажное каменное здание построено в 1907 году. Дом принадлежал товариществу Н. Л. Капельмана. Нижний этаж сдавался под кондитерскую «Модерн», чайный магазин Син Тай Луня и кинематограф, второй этаж занимало «Лесопромышленное товарищество». В этом здании при Прибайкальском Союзе сельского потребительского общества вела работу подпольная организация большевиков. Ныне в здании — Министерство культуры Республики Бурятия.
- ул. Ленина, 46 — дом общественного собрания. Двухэтажное каменное здание построено во время Первой мировой войны пленными австрийцами. В разные годы в нём размещались: Дворец труда, Межсоюзный клуб, Русский драматический театр, Бурятский музыкально-драматический театр, Бурятский театр драмы им. X. Намсараева. В этом здании 6 апреля 1920 года Учредительным съездом трудящихся Прибайкалья была принята декларация об образовании Дальневосточной республики. Ныне в здании — Музей природы Бурятии и Театр кукол «Ульгэр». С февраля 2022 по настоящее время здание находится на реконструкции.

### Современные здания, построенные после 2000 года
- ул. Ленина, 12 — 2-этажное административное здание, известное как «Дом дружбы народов».
- ул. Ленина, 15б / ул. Банзарова, 2 — некапитальное здание, занимающее часть площади Банзарова, супермаркет.
- ул. Ленина, 16 — 3-этажное здание Советского районного суда г. Улан-Удэ.
- ул. Ленина, 21а — Часовня святого Страстотерпца царя Николая II. Копия построена в период 2000—2003 гг. на месте старой часовни, снесённой в 1930 г.
- ул. Ленина, 27б — 4-этажный офис-центр.
- ул. Ленина, 28а — 3-этажное коммерческое здание.
- ул. Ленина, 32а — 3-этажное некапитальное коммерческое здание.
- ул. Ленина, 39 — 3-этажный торгово-развлекательный комплекс.
- ул. Ленина, 44 — 4-этажный торговый центр.
- ул. Ленина, 46а — 1-этажное некапитальное коммерческое помещение.
- ул. Ленина, 49а — 4-этажный бизнес-центр. Фактически здание находится на улице Профсоюзной.

### Прочие здания
- ул. Ленина, 61 — 3-этажное здание, в котором находится Управление Федеральной связи Республики Бурятия, более известное как «Главпочтамт». Рядом со зданием находится стела «Нулевой километр автодорог Республики Бурятия», открытый 1 августа 2018 г.

## Известные жители улицы
- Абидуев, Бавасан Доржиевич — жил в доме № 33 (Дом специалистов)[16].
- Голдобин, Иван Флегонтович — жил в доме № 26.
- Шумяцкий, Борис Захарович — в 1906 году жил на нелегальной квартире[17].
- Ямпилов, Бау Базарович — жил в доме № 33 (Дом специалистов); на доме установлена памятная доска.

## Галерея

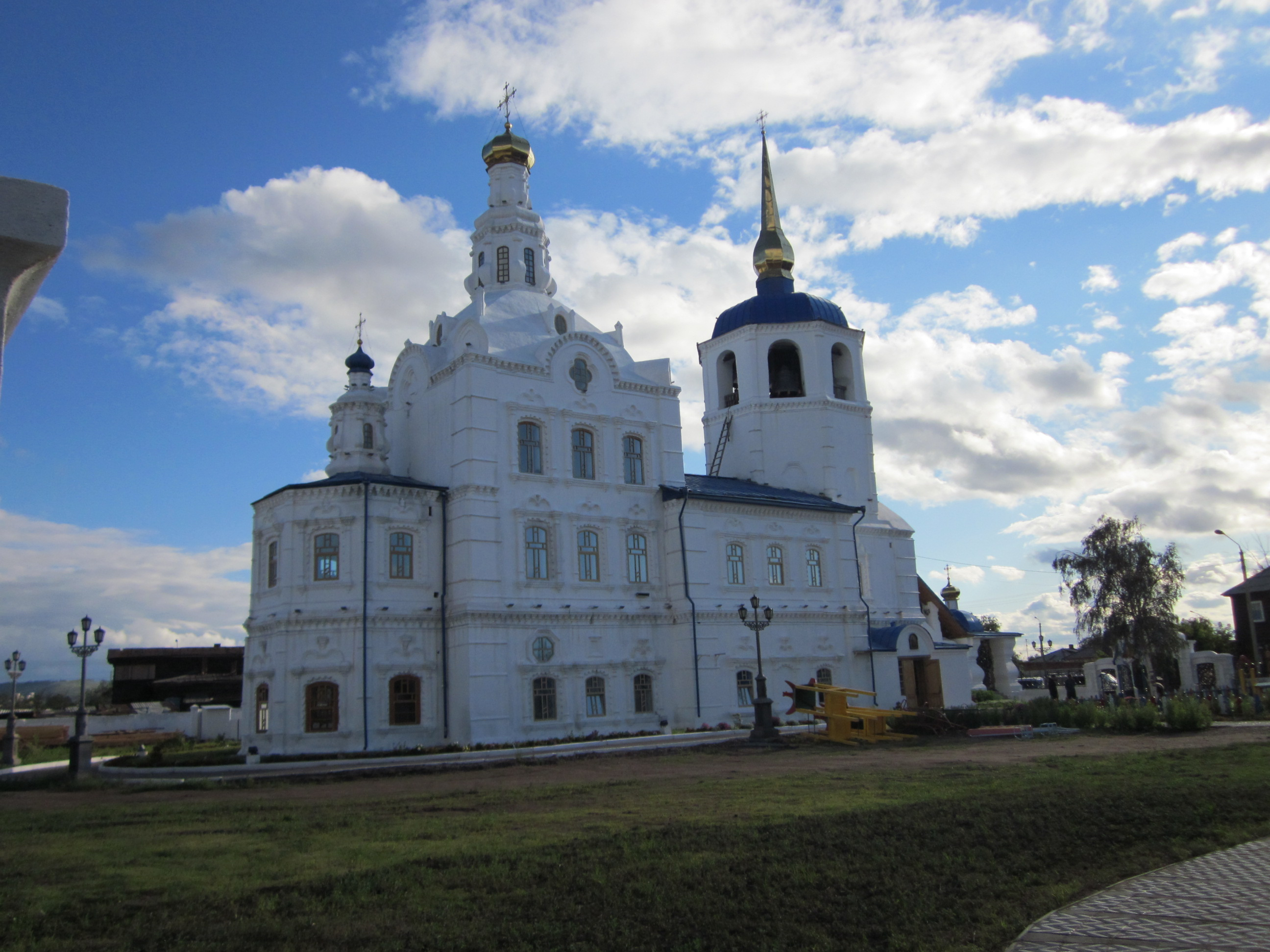
Свято-Одигитриевский кафедральный собор
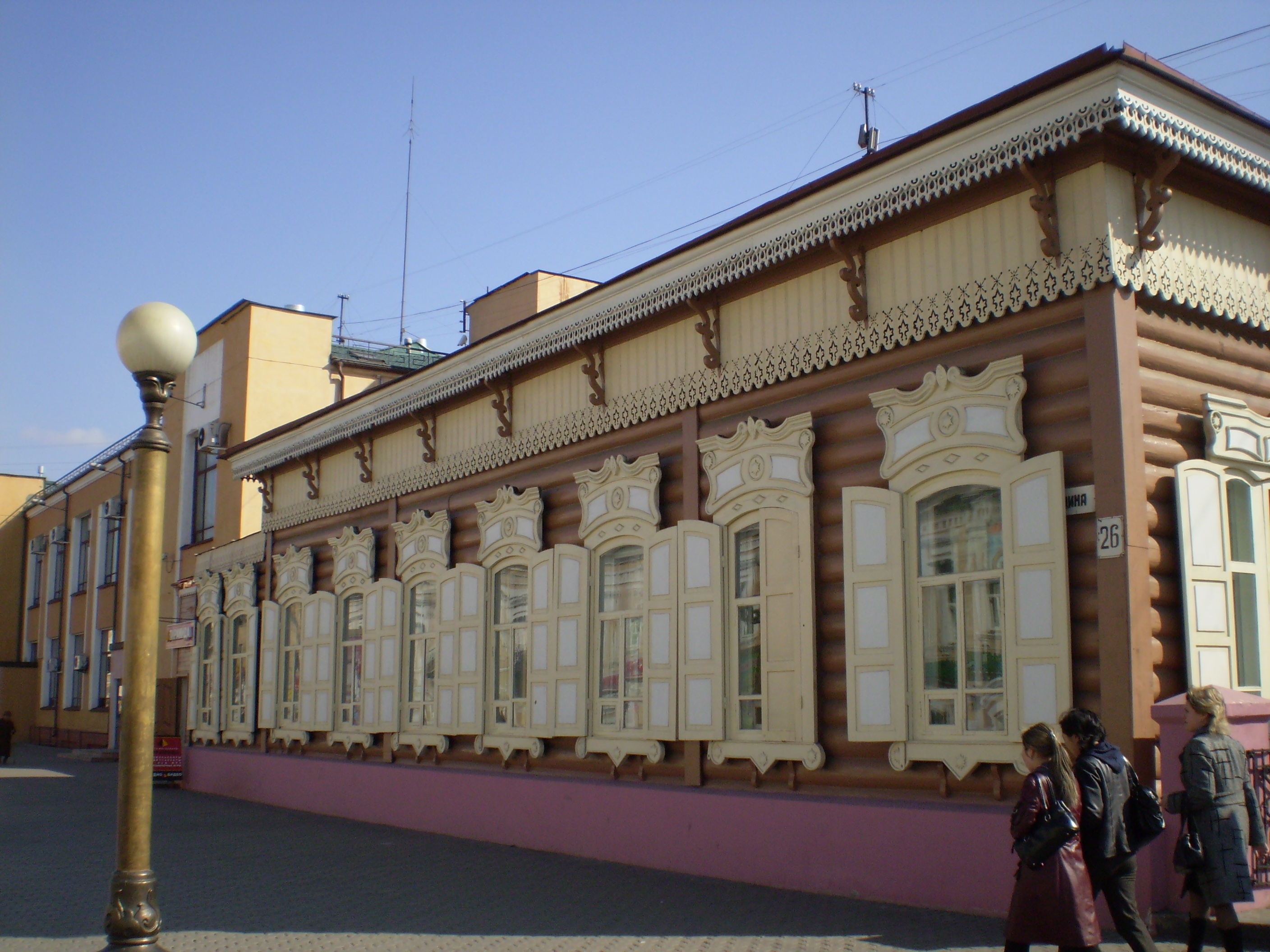
ул. Ленина, 26. Музей истории города Улан-Удэ
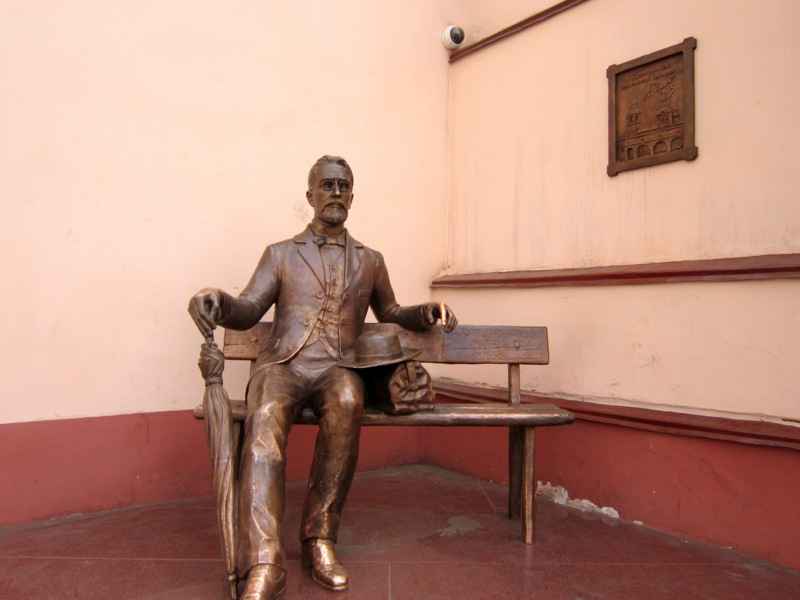
Памятник А.П. Чехову на Улан-Удэнском "Арбате"
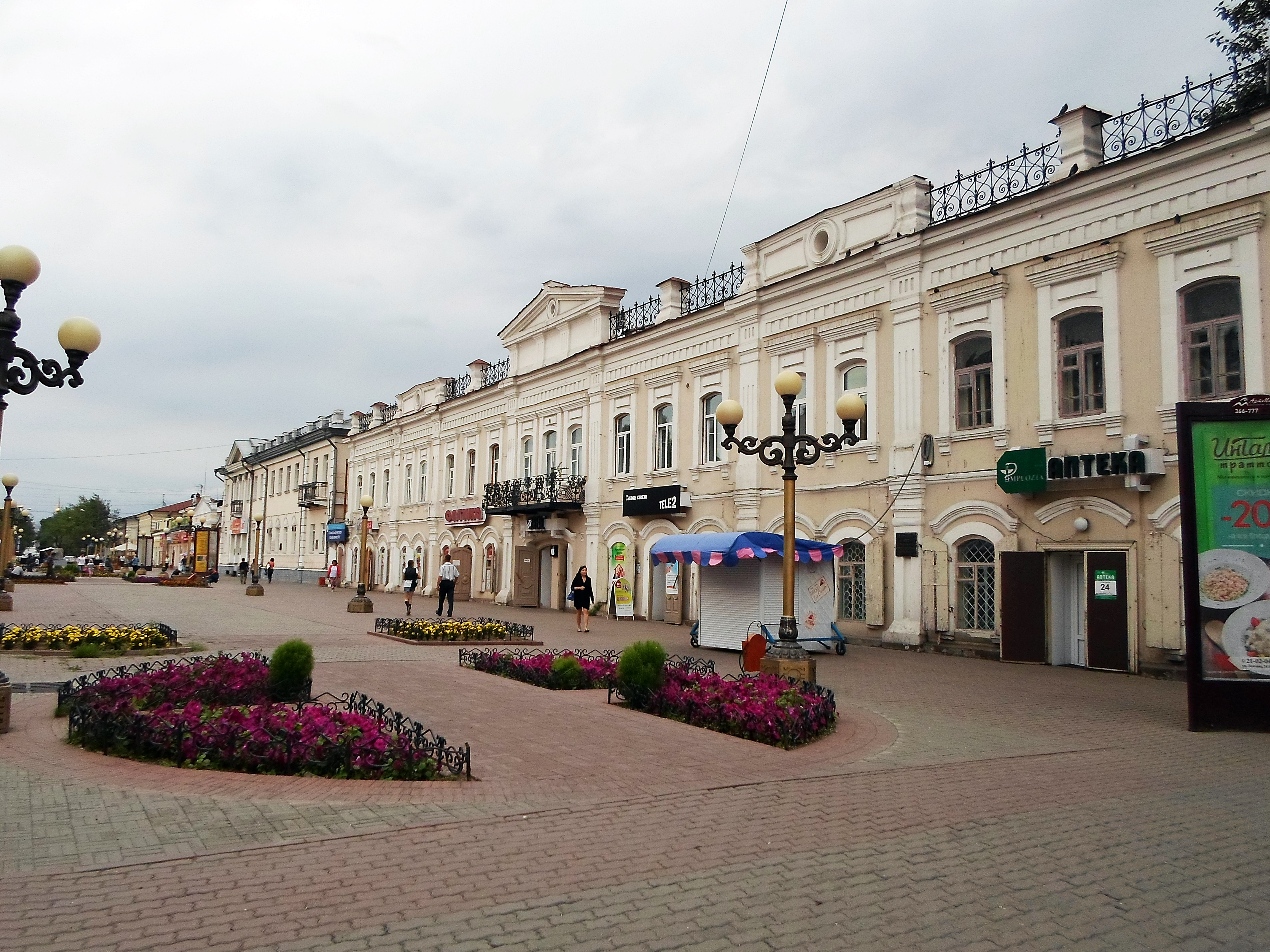
Ул. Ленина, 29
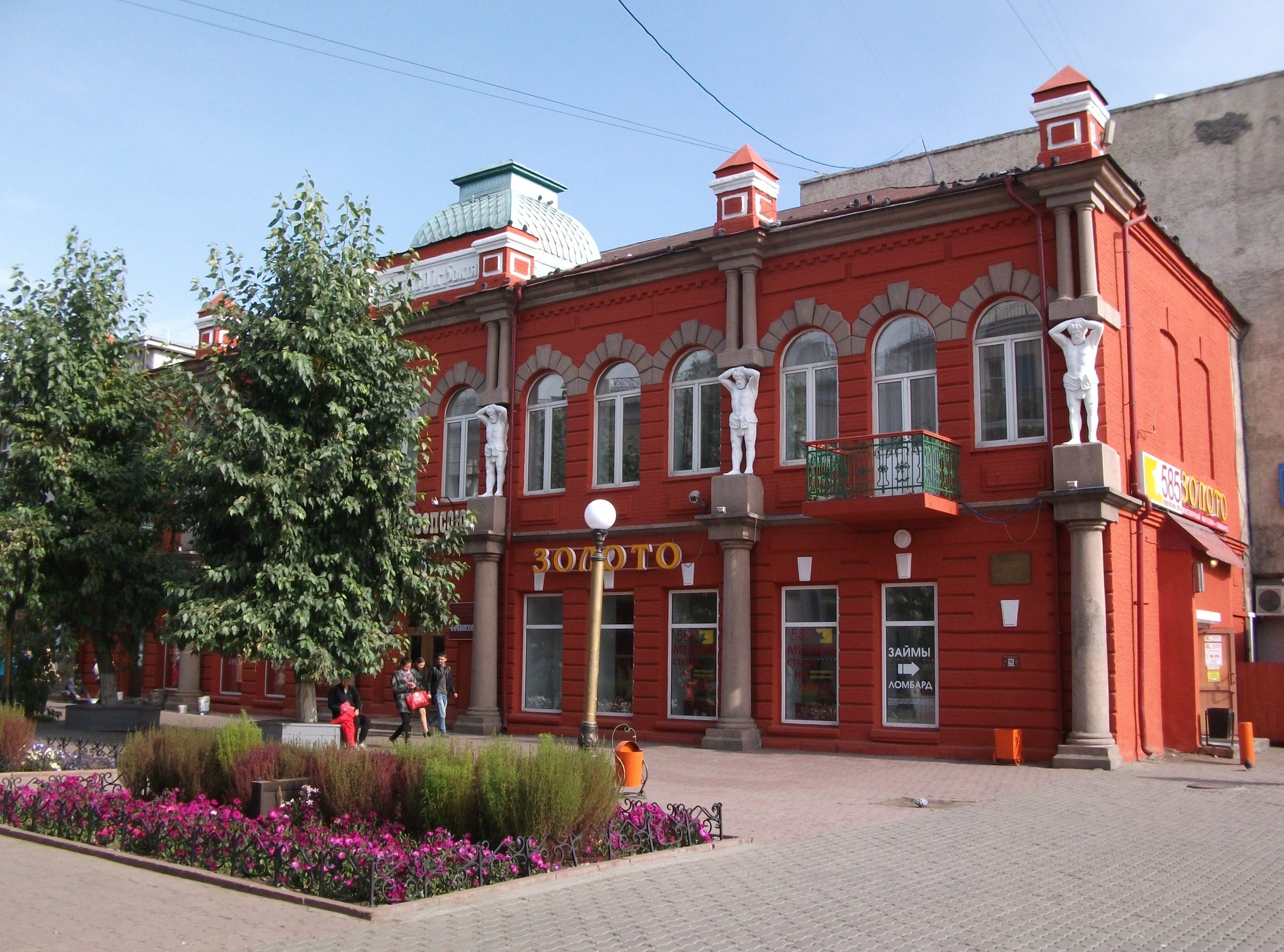
Ул. Ленина, 30. Дом Капельмана
Памятник верхнеудинскому купцу
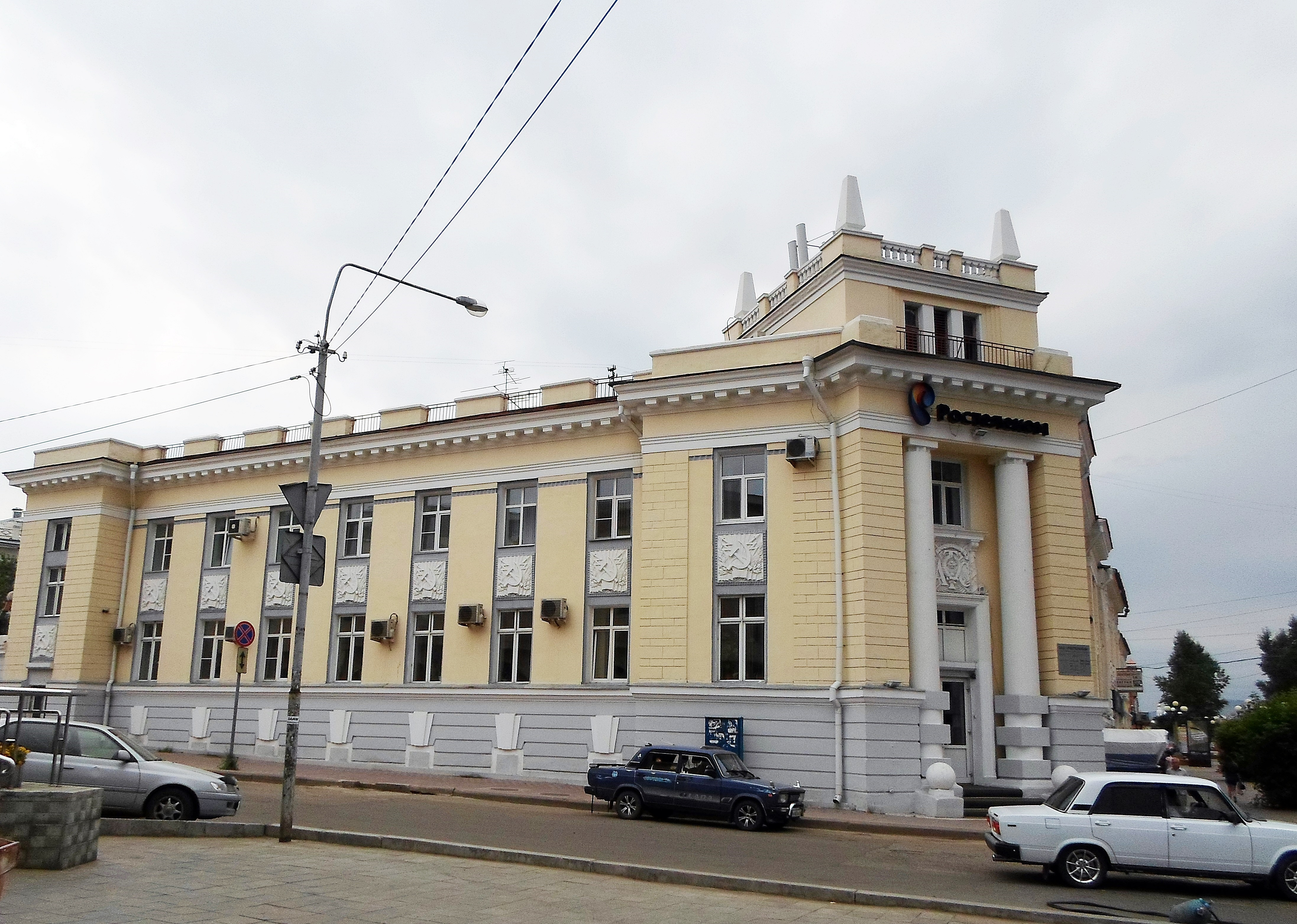
Ул. Ленина, 42,Галерея искусств
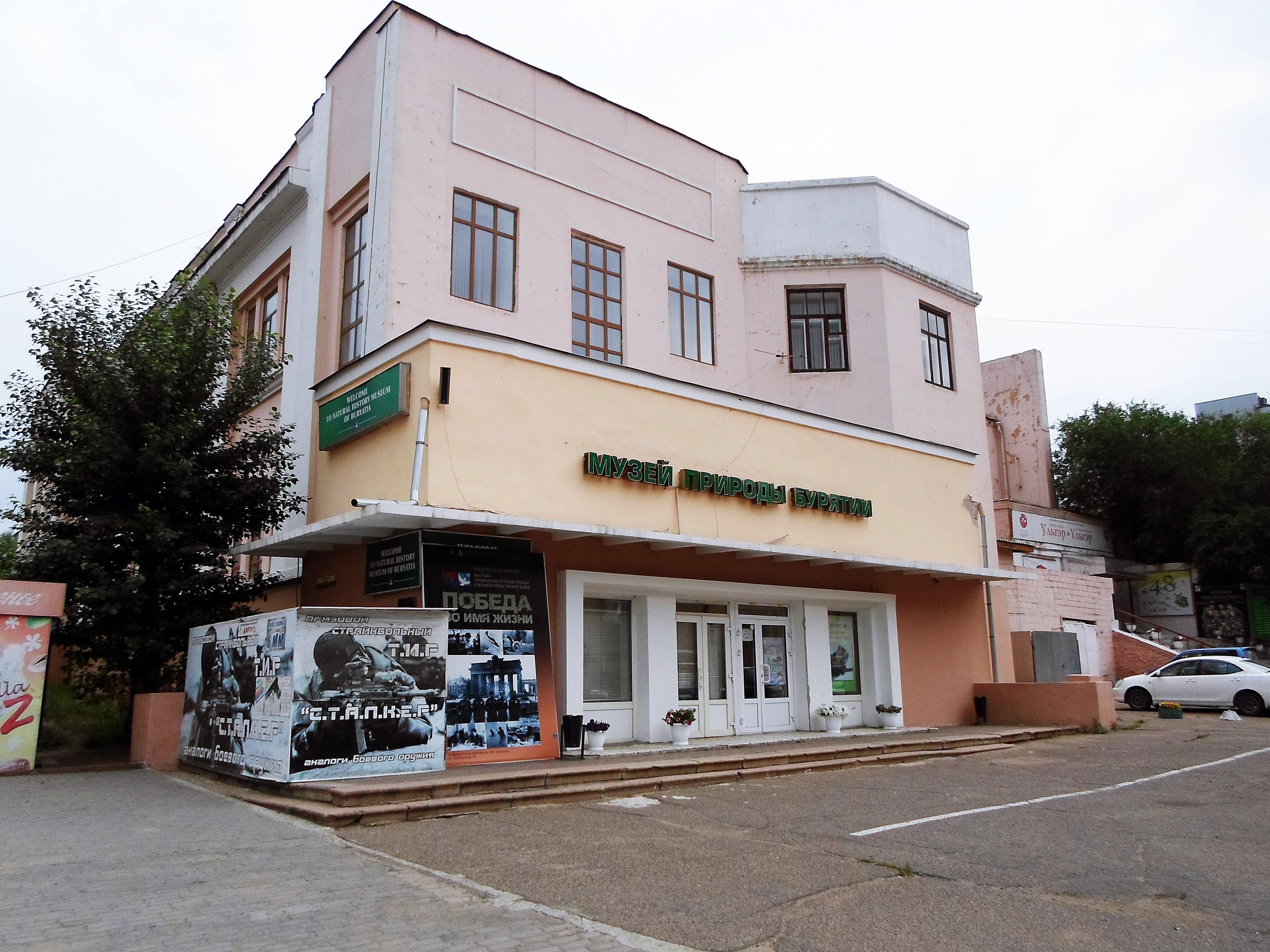
Музей природы Бурятии. Театр кукол «Ульгэр»
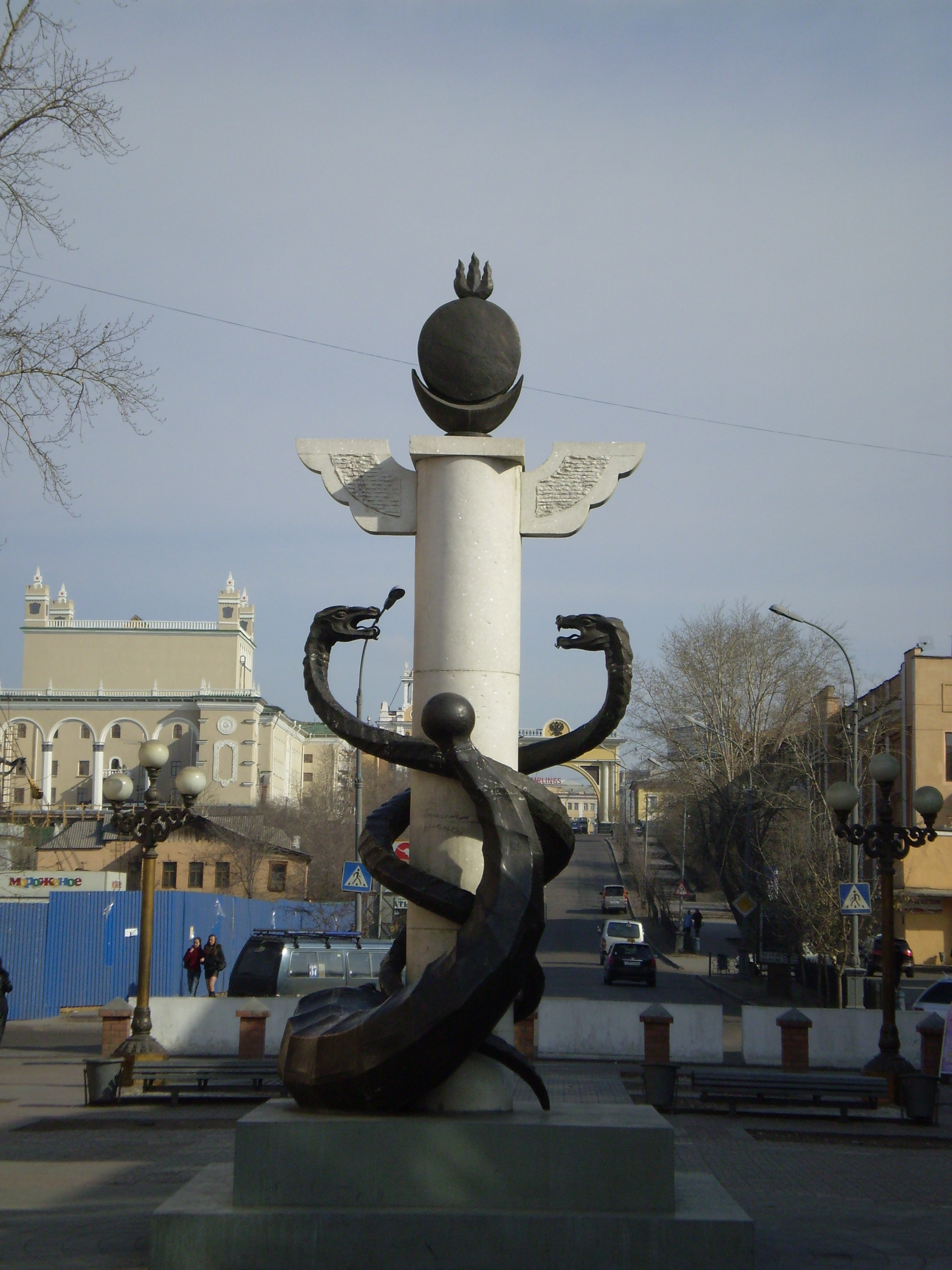
Фрагмент пешеходной зоны. Улан-Удэнский «Арбат»
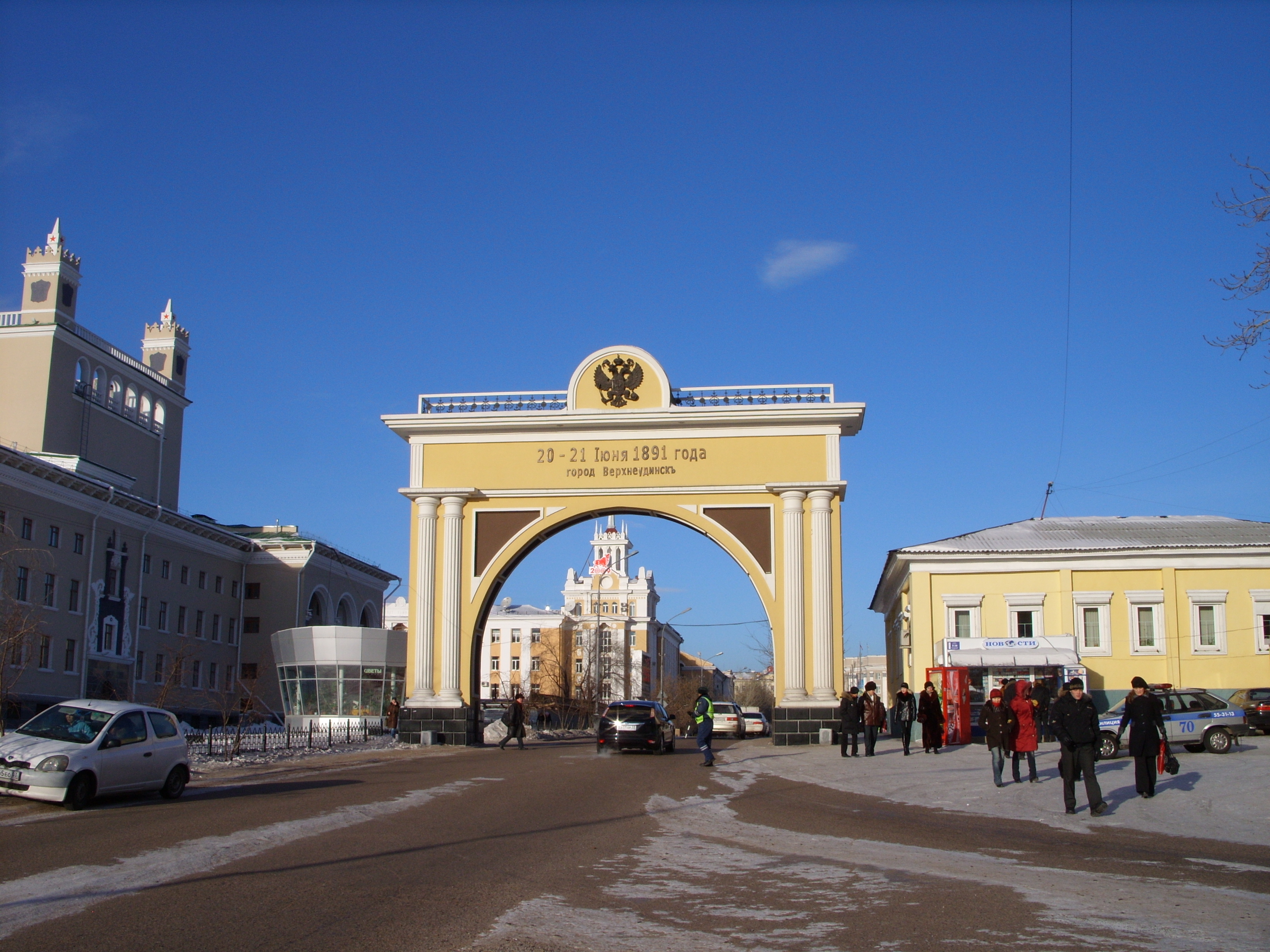
Арка, построенная в честь визита цесаревича Николая. Реконструкция